# Bathypallenopsis juttingae
Bathypallenopsis juttingae is een zeespin uit de familie Pallenopsidae. De soort behoort tot het geslacht Bathypallenopsis. Bathypallenopsis juttingae werd in 1964 voor het eerst wetenschappelijk beschreven door Stock. 